# Pääniemi (ö i Finland)
Pääniemi är en ö i Finland. Den ligger i sjön Kalmavesi och i kommunen Jämsä i landskapet Mellersta Finland, i den södra delen av landet, 210 km norr om huvudstaden Helsingfors. Öns area är 0,2 hektar och dess största längd är 70 meter i nord-sydlig riktning.